# Skakanka

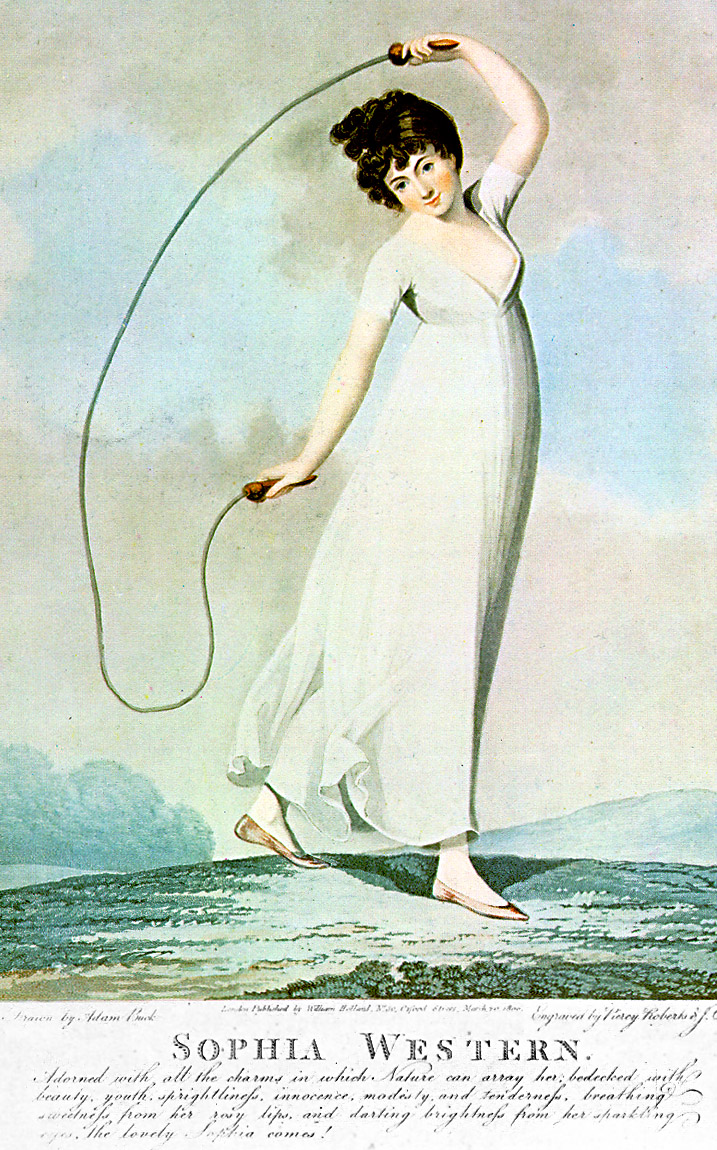
XIX-wieczna ilustracja zabawy ze skakanką

Skakanka – przyrząd gimnastyczny lub zabawka dziecięca, składająca się ze sznurka (linki) z uchwytami na końcu. Wprawiana w ruch obrotowy i przeskakiwana w momencie najniższego położenia skakanki.
Skakać można indywidualnie lub grupowo (tzw. zabawa w linkę lub sznura). Niektórzy potrafią skakać przez kilka linek jednocześnie. Skakanka wykorzystywana jest także do innych zabaw.

## Historia
Skakanka znana była w środkowej i północnej Azji ok. 1600 lat p.n.e. W kolejnych wiekach pojawiła się w Egipcie, gdzie skakano przez pędy winorośli, oraz w Australii gdzie używano pędów bambusa.
W średniowieczu pojawiła się w Europie, szczególnie popularna była w Holandii. W XVII wieku wraz z emigrantami przyrząd ten dotarł do Stanów Zjednoczonych. Szczególnie popularna była w latach 40. i 50. XX wieku. Skakanie na skakance jako ćwiczenie treningowe rozsławił piłkarz Richard Cendala, który wprowadził różne techniki skakania - krzyżowanie skakanki podczas skoku,  naprzemienne skakanie na jednej nodze z wysokim podnoszeniem kolan itp. W latach 70. popularyzował tą dyscyplinę sportu jeżdżąc po kraju ze swoimi uczniami. W 1983 roku założył International Rope Skipping Organization - międzynarodowe stowarzyszenie propagujące skoki na skakance. W Europie takie stowarzyszenie powstało 10 lat później.
Współcześnie skakanka oprócz funkcji zabawowej jest używana jako przyrząd treningowy wzmacniający mięśnie, przyspieszający spalanie kalorii, poprawiający kondycję, także przez sportowców (głównie kulturystów, zawodników sztuk walki i boksu), tancerzy.

Skakanki stosowane do ćwiczeń są ciągle udoskonalane. Wykonywane są ze sznurka, rzemienia, metalu (powleczone PCW lub sznurem) lub tworzywa PCW. Uchwyty mogą być drewniane, aluminiowe, z pianki. Produkowane są też skakanki z obciążeniem, które zwiększają intensywność treningu. W rączkach skakanek często można znaleźć obracające się kule, łożyska igiełkowe czy łożyska kulkowe.